# 광주문화방송
광주문화방송주식회사(光州文化放送株式會社)(약칭 광주MBC)는 광주광역시·전라남도 중북부지역을 가시청권으로 하는 지상파 방송국으로, 본사는 광주광역시 남구 월산동에 위치해있다. 호출부호는 HLCN이다.

## 연혁

### 1960년대
- 1963년 4월 12일 : 라디오 무선국 가허가 취득
- 1964년 6월 13일 : 한국문화방송(주)광주국 라디오 개국(호출부호 HLCN, 출력 1㎾, 주파수 820㎑) 광주 동구 궁동 사옥(광주 동구 대인동 194-4)에서 첫 전파 발사 시작
- 1967년 12월 19일 : 호남 텔레비전 무선국 허가
- 1968년 7월 24일 : 호남 텔레비전방송(주식회사) 설립. 자본금 5만천원. 대표이사 사장 최승효.
- 1968년 11월 9일 : 라디오출력 증강 (1㎾ → 20㎾)

### 1970년대
- 1970년 8월 29일 : 호남텔레비전방송주식회사 개국(TV) - 호출부호 HLSR, 채널9, 영상출력 5kW, 음향출력 1kW
- 1971년 10월 1일 : 호남텔레비전방송주식회사가 한국문화방송(주) 광주국을 인수 병합하고 광주문화방송(주)로 변경. 대표이사에 최승효 취임.
- 1971년 12월 24일 : 라디오 연주소를 광주시 대인동 194-4에서 광주시 궁동 18로 이전
- 1978년 11월 1일 : 국제전기통신연합 ITU가 AM 주파수 간격을 10kHz에서 9kHz로 변경함에 따라 라디오 주파수 변경 (820㎑ → 819㎑)

### 1980년대
- 1980년 5월 20일 : 5·18 광주 민주화 운동 당시 왜곡방송으로 시위대에 의해 불에 탐. 사옥 및 방송자재 등 전소.[1]
- 1980년 6월 5일 : 긴급복구 상태하에서 오전 5시부터 비아송신소 임시 스튜디오에서 서울 MBC 프로그램을 수신 중계함과 동시 로컬뉴스, 로컬CM, 콜사인등을 처리함
- 1980년 6월 9일 : 임시연주소 및 사무실 이전하고 업무를 개시함. 광주시 동구 금남로5가 183-1, 흥국생명빌딩 2,5,6층 일부 사용
- 1980년 7월 5일 : 텔레비전 로컬 뉴스방송 개시
- 1980년 10월 : 언론통폐합으로 문화방송에게 주식 51%를 강제로 넘겨줌
- 1980년 11월 12일 : 구 사옥 복구 작업개시
- 1981년 3월 25일 : 복구작업완료
- 1981년 3월 28일 : 임원실 및 관리부서, 복원 사옥으로 이전
- 1981년 4월 6일 : 구사옥 복귀(궁동)
- 1981년 4월 15일 : 보도, 편성국, 라디오 연주소 이전 복원사옥에서 오후 1:00부터 라디오 정규방송 실시
- 1981년 4월 16일 : 텔레비전 연주소 이전, 복원사옥에서 오후 5시 30분부터 텔레비전 정규방송 실시
- 1981년 12월 31일 : TV 영상출력 증강(5㎾ → 10㎾)
- 1983년 10월 22일 : FM방송개국 (주파수 91.5㎒, 출력 5㎾)
- 1985년 10월 : 일본 FBS후쿠오카방송과 자매결연 체결
- 1986년 5월 9일 : 사동TV중계소(100W), 북하TV중계소(10W) 개국
- 1987년 3월 9일 : 뉴스데스크 지역방송 개시
- 1987년 5월 30일 : 노고단중계소 개소식 - TV·FM방송개시 (TV 출력 10㎾, FM 주파수 95.1㎒, FM 출력 1㎾)
- 1987년 7월 18일 : 신사옥 착공 (월산동)
- 1988년 1월 30일 : 표준FM방송 개국 (주파수 93.9㎒, 출력 5㎾)
- 1988년 2월 19일 : 노동조합 설립
- 1988년 7월 6일 : 영광TV중계소(10W), 법성TV중계소(10W), 군남TV중계소(100W) 개국
- 1988년 8월 10일 : 도화TV중계소(100W) 개국
- 1988년 9월 30일 : 북일TV중계소(100W), 대덕TV중계소(100W), 고흥TV중계소(100W), 녹동TV중계소(100W) 개국
- 1988년 10월 5일 : 영암TV중계소(100W) 개국
- 1988년 10월 29일 : 신사옥 준공 이전
- 1989년 3월 11일 : 포두TV중계소(10W) 개국
- 1989년 3월 27일 : 곡성TV중계소(10W) 개국
- 1989년 7월 24일 : 구사옥 매각처분(궁동)

### 1990년대
- 1994년 6월 10일 : 무등산송신소 신축
- 1995년 7월 10일 : 중국 저장TV 우호합작의향서 조인
- 1995년 11월 1일 : 사보『광주MBC저널』발간
- 1995년 11월 10일 : 『광주MBC30년사』발간
- 1999년 3월 1일 : 광주MBC 인터넷 홈페이지 개설

### 2000년대
- 2004년 7월 30일 : 디지털TV 개국 (무등산송신소, 물리채널 CH 14, 출력 2.5㎾)
- 2004년 10월 8일 : 광주MBC희망대상 신설
- 2005년 3월 21일 : 노고단 중계소 디지털TV방송 개국
- 2006년 5월 15일 : HDTV 중계차 준공
- 2007년 1월 12일 : 19개 문화방송네트워크국 연합PP 채널 ‘MBCNET’ 방송 개시
- 2007년 4월 10일 : 지상파DMB 시험방송 개시
- 2008년 1월 28일 : 지상파DMB 광주, 전라권 본방송 실시
- 2008년 3월 1일 : 사보 월간 <광주MBC저널> 통권 100호 발행
- 2008년 4월 1일 : 첨단 소형 스튜디오 완공
- 2009년 4월 27일 : HD뉴스센터 개소

### 2010년대
- 2011년 1월 10일 - 노고단중계소 지상파DMB방송 개국
- 2012년 10월 30일 - 지상파아날로그TV방송 종료
- 2013년 6월 12일 - 전라권 디지털 주파수 재배치 완료.
- 2014년 10월 18일 - 광주·목포·여수 주말 뉴스데스크 통합 편성 시작
- 2015년 12월 21일 - 표준FM 영광 중계소 개국. (주파수 101.9㎒)
- 2017년 12월 29일 - 광주MBC UHD 방송개국

## 연중캠페인
- 1989년 ~현재: 무등산을 사랑하자
- 2010년 ~종료: 예향 광주, 문화수도로 꽃피웁니다
- 2020년 ~종료: 공정 건강한 공동체의 출발점 입니다.
- 2015년 ~현재: 더불어 삽니다
- 2022년 ~현재: 영산강

## TV방송
1970년 8월 29일 호남텔레비전방송(주)가 호출부호 HLSR, 채널9, 영상출력 5kW, 음향출력 1kW로 TV방송을 개국하면서 광주전남지역 최초의 민영TV방송으로서 방송을 시작하였다. 1980년대 이후 송신소 출력을 높이고 난시청 지역에 간이중계소를 꾸준히 세우면서 방송권역을 점차 넓혀갔고, 2004년 7월 30일에는 디지털TV방송을 개국함으로써 시청자들에게 보다 고품질의 서비스를 제공하고 있다. 광주전남지역과 전북 일부지역을 가시청권역으로 방송중이다.

### 프로그램
보도
| 프로그램명         | 방송 분량           | 방송 시간                                                              | 앵커                        |
| ------------------ | ------------------- | ---------------------------------------------------------------------- | --------------------------- |
| 광주MBC 뉴스투데이 | 평일 30분           | 07:20 ~ 07:50                                                          | 연빛나                      |
| 광주MBC 5시 뉴스   | 평일 10분           | 17:00 ~ 17:10                                                          | 노소정                      |
| 광주MBC 뉴스데스크 | 평일 80분 주말 50분 | 20:30 ~ 20:45(금 20:05 ~ 20:20) - 주말편성조정 : 토~일 (20:35 ~ 20:45) | 노소정 (평일) 류권형 (주말) |

교양·예능
- 테마기행 길 (울산MBC 제작)
- 시청자가 만드는 TV
- 문화콘서트 난장
- 광주MBC 보다
- 시사용광로
- 남도탐구생활
- 다큐에세이 여기 이 사람 (여수MBC 제작)
- 어영차 바다야 (목포MBC 제작)

### 방송 송출 시설망
- 호출부호 : HLCN-DTV
- 가상채널 : 11-1

| 송신소        | UHD      | UHD  | HD                                     | HD    | 송신소 위치                          |
| 송신소        | 물리채널 | 출력 | 물리채널                               | 출력  | 송신소 위치                          |
| ------------- | -------- | ---- | -------------------------------------- | ----- | ------------------------------------ |
| 무등산 송신소 | CH 55    | 5㎾  | CH 14                                  | 2.5㎾ | 광주 북구 금곡동 산1-1               |
| 화순 소출력   |          |      | CH 14                                  | 0.05W | 전남 화순군 화순읍 광덕리 (남산공원) |
| 노고단 중계소 | CH 22    | 1㎾  | 전남 구례군 산동면 좌사리 산110-2      |       |                                      |
| 영천 중계소   | CH 42    | 5W   | 전남 장성군 장성읍 영천리 산196-1      |       |                                      |
| 북일 중계소   | CH 45    | 20W  | 전남 장성군 북일면 신흥리 산72         |       |                                      |
| 북이 중계소   | CH 23    | 10W  | 전남 장성군 북이면 신월리 산5-4        |       |                                      |
| 영광 중계소   | CH 28    | 5W   | 전남 영광군 영광읍 도동리 산1-1 물퇴봉 |       |                                      |
| 법성 중계소   | CH 46    | 5W   | 전남 영광군 법성면 대덕리 산111        |       |                                      |
| 군남 중계소   | CH 26    | 20W  | 전남 영광군 군남면 양덕리 산90         |       |                                      |
| 영암 중계소   | CH 30    | 20W  | 전남 영암군 영암읍 농덕리 산11 활성산  |       |                                      |
| 방장산 중계소 | CH 37    | 20W  | 전남 보성군 조성면 동촌리 850-6        |       |                                      |
| 고흥 중계소   | CH 22    | 20W  | 전남 고흥군 고흥읍 남계리 산58-1       |       |                                      |
| 녹동 중계소   | CH 36    | 20W  | 전남 고흥군 도양읍 봉암리 산237 비봉산 |       |                                      |
| 도화 중계소   | CH 26    | 20W  | 전남 고흥군 도화면 당오리 산113 시루봉 |       |                                      |
| 포두 중계소   | CH 20    | 5W   | 전남 고흥군 포두면 옥강리 산311        |       |                                      |

아날로그TV
- 호출부호 : HLCN-TV

| 송신소        | 채널  | 출력 | 송신소 위치                            |  |
| ------------- | ----- | ---- | -------------------------------------- |  |
| 무등산 송신소 | CH 9  | 10㎾ | 광주 북구 금곡동 산1-1                 |  |
| 노고단 중계소 | CH 51 | 10㎾ | 전남 구례군 산동면 좌사리 산 110-2     |  |
| 곡성 중계소   | CH 41 | 10W  | 전남 곡성군 삼기면 금반리 산170-4      |  |
| 사동 중계소   | CH 45 | 100W | 광주 남구 사동 177                     |  |
| 북일 중계소   | CH 33 | 100W | 전남 장성군 북일면 신흥리 산87-1       |  |
| 북하 중계소   | CH 45 | 10W  | 전남 장성군 북하면 중평리              |  |
| 영광 중계소   | CH 50 | 10W  | 전남 영광군 영광읍 도동리 산1-1 물퇴봉 |  |
| 법성 중계소   | CH 52 | 10W  | 전남 영광군 법성면 대덕리 산111        |  |
| 군남 중계소   | CH 27 | 100W | 전남 영광군 군남면 양덕리 산90         |  |
| 영암 중계소   | CH 50 | 100W | 전남 영암군 영암읍 농덕리 산11 활성산  |  |
| 장흥 중계소   | CH 45 | 50W  | 전남 장흥군 장흥읍 행원리 산8          |  |
| 대덕 중계소   | CH 47 | 100W | 전남 장흥군 대덕읍 가학리 산1-4        |  |
| 고흥 중계소   | CH 43 | 100W | 전남 고흥군 고흥읍 남계리 산58-1       |  |
| 녹동 중계소   | CH 56 | 100W | 전남 고흥군 도양읍 봉암리 산237 비봉산 |  |
| 도화 중계소   | CH 35 | 100W | 전남 고흥군 도화면 당오리 산113 시루봉 |  |
| 포두 중계소   | CH 56 | 10W  | 전남 고흥군 포두면 옥강리 산311        |  |

## 라디오방송
1964년 6월 13일 한국문화방송(주)광주국으로 개국하면서 광주문화방송의 라디오역사가 시작되었다. 현재 AM라디오 1채널과 FM라디오 2채널을 운영하고 있으며 광주·전남·전북 일부지역을 가청권역으로서 방송중이다.

### 프로그램

#### 광주MBC 표준FM
| 광주MBC 뉴스 (0900)  | 5분  | 평일 | 연빛나         |
| 광주MBC 정오종합뉴스 | 5분  | 평일 | 노소정         |
| 광주MBC 뉴스 (1800)  | 5분  | 평일 | 노소정         |
| 라디오칼럼           | 5분  | 평일 | 무작위         |
| 놀라운 3시           | 55분 | 평일 | 김태일, 정혜정 |
| 시사 톡 라이브       | 55분 | 평일 | 박진아         |

#### 광주MBC FM4U
| 정오의 희망곡 | 평일 | 2시간 | 박혜림 |

### 방송 송출 시설망
| 광주MBC 표준FM | 광주MBC 표준FM | 광주MBC 표준FM | 광주MBC 표준FM | 광주MBC 표준FM                         | 광주MBC 표준FM |
| 송신소         | 주파수         | 출력           | 호출부호       | 송신소 위치                            | 방송구역&비고 |
| -------------- | -------------- | -------------- | -------------- | -------------------------------------- | --- |
| 비아 송신소    | AM 819㎑       | 20㎾           | HLCN           | 광주 광산구 월계동 286                 | 광주광역시 전지역 |
| 무등산 송신소  | FM 93.9㎒      | 5㎾            | HLCN-SFM       | 광주 북구 금곡동 산1-1                 | 광주광역시 전지역 목포시 일부, 해남군 일부, 구례군 일부, 보성군 일부 나주시 일부, 담양군 일부, 곡성군 일부, 화순군 일부, 장흥군 일부, 강진군 일부, 영암군 일부, 무안군 일부, 함평군 일부, 영광군 일부, 장성군 일부, 완도군 일부, 진도군 일부, 신안군 일부, 고흥군 일부, 전북 전주시 일부, 익산시 일부, 군산시 일부, 김제시 일부, 남원시 일부, 정읍시 일부, 순창군 일부, 고창군 일부, 무주군 일부, 부안군 일부, 완주군 일부, 임실군 일부, 장수군 일부, 진안군 일부 (목포MBC(89.1)와 전주MBC(101.7)를 번갈아서 수신) |
| 영광 중계소    | FM 101.9㎒     | 10W            | HLCN-SFM       | 전남 영광군 영광읍 도동리 산1-1 물퇴봉 | 영광군 일원 |
| 광주MBC FM4U   |                |                |                |                                        | |
| 송신소         | 주파수         | 출력           | 호출부호       | 송신소 위치                            | 방송구역&비고 |
| 무등산 송신소  | FM 91.5㎒      | 5㎾            | HLCN-FM        | 광주 북구 금곡동 산1-1                 | 광주광역시 전지역 목포시 일부, 해남군 일부, 구례군 일부, 보성군 일부 나주시 일부, 담양군 일부, 곡성군 일부, 화순군 일부, 장흥군 일부, 강진군 일부, 영암군 일부, 무안군 일부, 함평군 일부, 영광군 일부, 장성군 일부, 완도군 일부, 진도군 일부, 신안군 일부, 고흥군 일부, 전북 전주시 일부, 익산시 일부, 군산시 일부, 김제시 일부, 남원시 일부, 정읍시 일부, 순창군 일부, 고창군 일부, 무주군 일부, 부안군 일부, 완주군 일부, 임실군 일부, 장수군 일부, 진안군 일부 (목포MBC(102.3), 전주MBC(99.1)를 번갈아서 수신) |
| 노고단 중계소  | FM 95.1㎒      | 1㎾            | HLCN-FM        | 전남 구례군 산동면 좌사리 산110-2      | 전남 구례군 일원, 광주광역시 일부, 전남 목포시 일부, 해남군 일부, 보성군 일부, 고흥군 일부, 순천시 일부, 광양시 일부, 여수시 일부 나주시 일부, 담양군 일부, 곡성군 일부, 화순군 일부, 장흥군 일부, 강진군 일부, 영암군 일부, 무안군 일부, 함평군 일부, 영광군 일부, 장성군 일부, 완도군 일부, 진도군 일부, 신안군 일부, 전북 전주시 일부, 익산시 일부, 군산시 일부, 김제시 일부, 남원시 일부, 정읍시 일부, 순창군 일부, 고창군 일부, 무주군 일부, 부안군 일부, 완주군 일부, 임실군 일부, 장수군 일부, 진안군 일부, 경남 남해군 일부, 하동군 일부 표준FM 전주MBC 송출 (목포MBC(102.3), 여수MBC(98.3), 전주MBC(99.1)를 번갈아서 수신) |

### 라디오 시보 멘트
표준FM : AM 819KHz · 표준FM 93.9MHz 광주MBC 라디오입니다. HLCN
FM4U  : FM 91.5MHz 광주MBC FM4U입니다. HLCN-FM

## 지상파DMB방송
광주문화방송이 주 사업자이며, 전주문화방송, 목포문화방송, 여수문화방송 등과 함께 공동으로 투자하여 광주, 전남, 전북 등 전지역을 방송권역으로 하는 지상파DMB 사업자로서 방송·운영중이다.

## 직원

### 아나운서
- 이승철 (1995년 입사)
- 홍진선 (1998년 입사)
- 박진아 (2000년 입사)
- 김귀빈 (2001년 입사)
- 류권형 (2001년 입사)
- 김두식 (2016년 입사)
- 연빛나 (2016년 입사)
- 노소정 (2025년 입사)

### 기상캐스터
- 이다솔

### MC,리포터,DJ
현직
- 박혜림
- 김태일
- 정혜정
- 박지선
- 한아름
- 신혜빈

전직
- 김미경

### 기자, PD

#### -- 시사보도본부 --
* 김철원 기자(본부장)

##### 뉴스팀
현직
* 정용욱 기자(팀장)
* 박수인 기자
* 한신구 기자
* 윤근수 기자
* 이재원 기자
* 송정근 기자 
* 주현정 기자 
* 김영창 기자
* 김초롱 기자
* 임지은 기자
* 천홍희 기자

##### 디지털뉴스팀
* 홍진선 피디(팀장)
* 이경찬 피디

#### -- 콘텐츠본부 --
* 김민호 피디(본부장)

##### 편성제작팀
* 서준배 피디(팀장)
* 곽판주 피디
* 윤행석 피디
* 김민호 피디
* 황동현 피디
* 백재훈 피디
* 최선영 피디

#### 디지털콘텐츠팀
* 이주형 피디 (팀장)
* 김귀빈 피디 (아나운서)
* 류권형 피디 (아나운서)
* 박진아 피디 
* 오혜정 피디
* 조은영 피디

#### 영상제작센터
현직
* 이경섭 영상감독(센터장)
* 박노현 영상감독
* 전윤철 영상기자
* 강성우 영상기자
* 김  환 영상감독
* 이대영 영상감독
* 김상배 영상기자
* 임원후 영상기자
전직
* 전광필 영상기자
* 윤순진 영상기자

## 특이사항
- 로고에 '문화수도 광주'라는 슬로건을 함께 표시했었다. (~2015년 6월)
- 2018년부터 한때 로고에 '더불어 삽니다'라는 슬로건을 함께 표시했었다.
- 2022년 10월부터 MBC 대신 "문화방송" 그대로 송출 표시되었다.

### 교통편
- 광주 도시철도 1호선 돌고개역